# Comité olympique nicaraguayen
Le Comité olympique nicaraguayen (en espagnol, Comité Olímpico Nicaragüense) est le comité national olympique du Nicaragua fondé en 1959.